# 공포의 살인원숭이
《공포의 살인원숭이》(영어: Monkey Shines 혹은 영어: Monkey Shines: An Experiment in Fear) 혹은 어둠의 사투는 미국에서 제작된 조지 A. 로메로 감독의 1988년 SF 심리 공포 영화이다. 제이슨 버게이, 케이트 맥닐, 존 팬코, 조이스 밴패튼 등이 출연하였고, 찰스 에번스 등이 제작에 참여하였다.

## 출연
- 제이슨 버게이
- 존 팬코
- 케이트 맥닐
- 조이스 밴패튼
- 크리스틴 포러스트
- 스티븐 루트
- 스탠리 투치
- 재닌 터너
- 퍼트리샤 톨먼
- 프랭크 웰커

## 기타 제작진
- 배역: 다이앤 크리턴든
- 미술: 클리터스 앤더슨
- 의상: 바버라 앤더슨
- 특수 효과: 톰 서비니